# Bergentheim
Bergentheim és una població del municipi de Hardenberg a la província d'Overijssel, al centre-est dels Països Baixos. L'1 de gener del 2021 tenia 3.460 habitants.

## Personatges coneguts
- Kyra Lamberink, ciclista neerlandesa